# Maui Patera
Mauï Patera est une patera (c'est-à-dire une caldeira volcanique), ou un cratère complexe avec bords ciselés, observé sur la lune de Jupiter, Io. Elle est d'environ 38 km de diamètre et est située à 16,61° N et 124,25° W. Elle est nommée d'après le demi-dieu de la mythologie hawaïenne qui attrapa le soleil au lasso. Son nom a été approuvé par l'Union astronomique internationale en 1976,.
La patera Maui est située au sud-est du centre éruptif Maui, au sud de Euxine Mons. À l'est de la Maui se trouvent les paterae Monan, Ah Peku et le mont Monan.